# SMS Büffel
Az SMS Büffel az az Osztrák–Magyar Monarchia haditengerészetének vontatóhajója volt 1888–1918 között.

## Építése
A hajó építését 1887. július 30-án kezdték meg a pólai Arsenalban, Moriz Soyka, a cs. és kir. haditengerészet legfőbb hajóépítő mérnökének (Oberster Ingenieur) tervei alapján. 1888. március 13-án bocsátották vízre, 24-én került sor az első próbaútjára. Az építés júniusban fejeződött be, a Büffel (bölény) nevet szeptember 28-án hagyta jóvá I. Ferenc József. A hajó 129 118 koronába került.
A legénységet 2 tiszt és 17 tengerész alkotta. A parancsnok általában fregatthadnagyi rendfokozatot viselt, mellé egy kadétot osztottak be.
| Az SMS Büffel ismert parancsnokai | Az SMS Büffel ismert parancsnokai          |
| Év                                | Név                                        |
| --------------------------------- | ------------------------------------------ |
| 1889                              | Guido Kottowitz Edler von Kortschak        |
| 1889                              | Hugo Guberth                               |
| 1889                              | gr. székhelyi Mailáth István               |
| 1898                              | Josef Spitzer                              |
| 1910                              | lovag Gaston Salvini von Meeresburg-Plawen |
| 1910                              | Kankovszky Ede                             |
| 1911                              | Theodor Margelik                           |
| 1912                              | Ludwig Hoffer Edler von Sulmthal           |
| 1912                              | Karl Fröschl                               |

## Pályafutása
1889-ben állt szolgálatba, április 11-én az SMS Gaukler torpedónaszádot vontatta Triesztbe, javításra. 1891-ben a gépésziskola (Maschinenschule) állományába vezényelték, 1892-től a trieszti tengerészeti körzet parancsnokság alárendeltségébe került.
1893-ban térképezési munkálatokban vett részt a Katina-sziget, valamint Grado és Sistiana körzetében. 1898-99 folyamán a partvédő tüzérség, valamint a haditengerészet tüzériskolája számára célvontatási feladatokat végzett, többek közt Cattaroban. 1901-ben kazáncserét végeztek rajta.
1908. február 25-én Brionitól nyugatra segítséget nyújtott az olasz zászló alatt hajózó Vico trabaccolónak, amely egy viharban elveszített árbócát. A bajba jutott hajót Polába vontatta be. A későbbi években ismét célvontatási feladatokat végzett Cattaroban és Polában.
Az I. világháború folyamán többször hajózott az albán partvidéken. 1918. január 19-től a Tender 98 nevet viselte. A háború végén a délszláv hatóságok foglalták le, majd 1920-ban Olaszország kapta meg, itt rövid ideig Medolino néven szolgált.
A hajó tervrajzait az Osztrák Állami Levéltár Hadilevéltára (Kriegsarchiv) őrzi.